# Sindre Walstad
Sindre Yngve Walstad (* 30. September 1972 in Lørenskog, Norwegen) ist ein ehemaliger norwegischer Handballspieler. Seine Körpergröße beträgt 1,96 m. 
Walstad, der zuletzt für den norwegischen Spitzenclub Sandefjord TIF (Rückennummer 1) spielte und früher für die norwegische Männer-Handballnationalmannschaft auflief, war Handballtorwart. 
Sindre Walstad begann bei Fjellhammer IL in der Nähe seiner Heimatstadt mit dem Handballspiel. Später kam er über den nächstgrößeren Bækkelagets SK Oslo zu Fredensborg/Ski, wo er in der ersten norwegischen Liga, der Postenligaen, debütierte. Schnell machte er auf sich aufmerksam, sodass er vom Spitzenclub Sandefjord TIF unter Vertrag genommen wurde. Dort gewann er 1991 sowie 1993 Meisterschaft und Pokal. 1997 wechselte er erstmals ins Ausland, nämlich zur HSG Dutenhofen in die deutsche 2. Handball-Bundesliga. Mit den Wetzlarern schrieb er Sportgeschichte, als er 1998 – als erster Zweitligist überhaupt – in einem Europapokalfinale stand, nämlich im Finale des Europapokals der Pokalsieger. Im selben Jahr stieg er mit den Hessen in die erste deutsche Handball-Bundesliga auf, kehrte aber bereits 1999 in seine norwegische Heimat zurück, wo er sich Viking Stavanger anschloss. Dort blieb er allerdings nur ein Jahr, bevor er 2000 zum zweiten Mal nach Deutschland wechselte, diesmal zum Aufsteiger SG Solingen. Als er mit den Männern aus dem Bergischen Land 2002 aber auch schon wieder abstieg, zog er weiter nach Dänemark zu KIF Kolding. Dort gewann er 2003 sowie 2005 die dänische Meisterschaft und 2005 den dänischen Pokal. 2005 nun kehrte er zu seinem alten Verein Sandefjord TIF zurück, mit dem er 2006 erneut die norwegische Meisterschaft gewann. 2009 beendete Walstad seine Karriere.
Sindre Walstad hat in seiner Karriere 85 Länderspiele für die norwegische Männer-Handballnationalmannschaft bestritten. Sein größter Erfolg mit Norwegen war der 7. Platz bei der Handball-Weltmeisterschaft der Herren 2005. Mit Norwegen nahm er u. a. auch an der Handball-Europameisterschaft 2006 teil, schied aber bereits nach der Vorrunde aus. Bei der Handball-Weltmeisterschaft der Herren 2007 in Deutschland gehörte er nur noch zu erweiterten Kader seines Landes; daraufhin beendete er seine Länderspielkarriere.
Walstad ist mittlerweile beim norwegischen Erstligisten Nøtterøy Håndball als Torwarttrainer tätig.